# Augustin Floßdorf
Augustin Floßdorf (* 1. November 1901 in Köln; † 11. August 1967 in Mülheim an der Ruhr) war ein katholischer Pfarrer und Gegner des NS-Regimes.

## Leben
Der gebürtige Kölner wuchs ab dem dritten Lebensjahr in Mülheim an der Ruhr auf. Nach dem Schulabschluss studierte er katholische Theologie und wurde am 28. März 1936 in Fribourg (Schweiz) für das brasilianische Bistum Ilhéus zum Priester geweiht. Anschließend verweigerten ihm die deutschen Behörden die Ausreise in sein Bistum. Während einer priesterlichen Aushilfstätigkeit in Mülheim an der Ruhr wurde er am 17. November 1936 wegen antinationalsozialistischer Tätigkeit durch die Gestapo in Schutzhaft genommen und vom 15. Dezember 1936 bis zum 7. Dezember 1937 im KZ Sachsenhausen inhaftiert. Während der einjährigen Inhaftierungszeit kümmerte er sich als Seelsorger um seine Mitgefangenen, was ihm in späteren Jahren den Beinamen KZ-Pfarrer einbrachte. Auch nach seiner Entlassung 1937 sah er sich weiterhin der Verfolgung ausgesetzt, wechselte häufig den Wohnort und fand schließlich Zuflucht in einer Stelle als Pfarrverweser der Gemeinden Seltsch und Michelob im besetzten Sudetenland. Vermittelt hatte ihm diesen Posten der Bautzener Generalvikar und spätere Bischof von Meißen Heinrich Wienken. Im Mai 1945 wurde Floßdorf erneut durch die Gestapo verhaftet und dieses Mal zum Tode verurteilt. Der Einmarsch der Roten Armee verhinderte die Umsetzung des Urteils.
Der Willkür und Gewalt der sowjetischen Besatzungstruppen trat er mutig entgegen und setzte sich für die Rechte der verfolgten deutschen Minderheit ein. Von den tschechischen Behörden ausgewiesen, kehrte Floßdorf 1946 nach Mülheim zurück. Dort beteiligte er sich am Aufbau der jungen Demokratie. Er trat in die Zentrumspartei ein, engagierte sich für die Verfolgten des NS-Regimes und galt als Vertrauter des nordrhein-westfälischen Ministerpräsidenten Rudolf Amelunxen.
Für internationales Aufsehen sorgte sein Angebot an die amerikanische Besatzungsmacht, ihn selbst statt einiger verurteilter SS-Leute im Kriegsverbrechergefängnis Landsberg zu hängen. Darüber hinaus setzte er sich in Briefen an Josef Stalin, Königin Elisabeth II. von Großbritannien, Winston Churchill und Dwight D. Eisenhower für den im Kriegsverbrechergefängnis Spandau inhaftierten Konstantin Freiherr von Neurath ein.

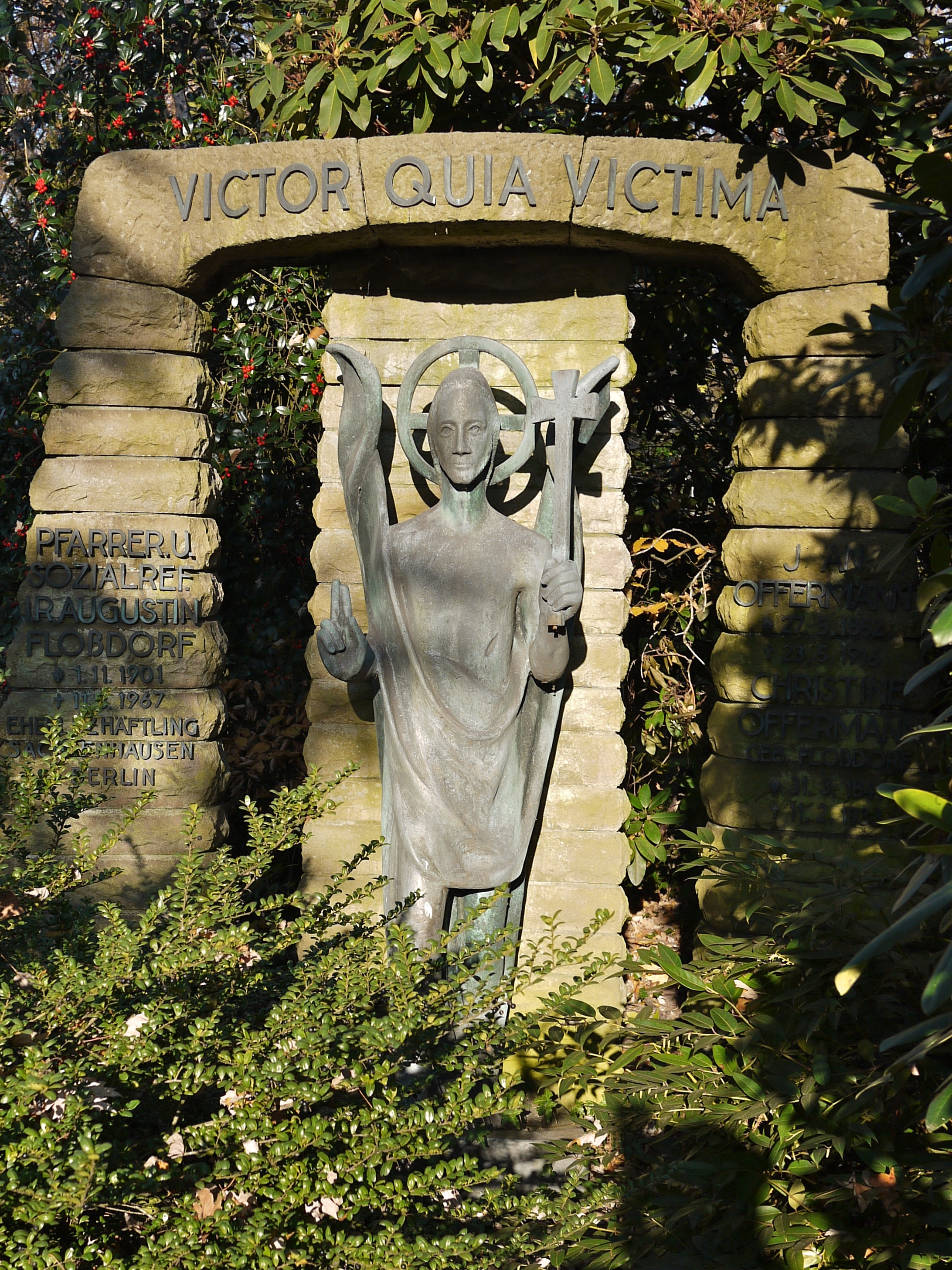
Grabmal auf dem Mülheimer Hauptfriedhof

1967 starb Augustin Floßdorf an den Folgen der im Gefängnis und Konzentrationslager erlittenen Misshandlungen. Er wurde in der Familiengruft auf dem Mülheimer Hauptfriedhof beigesetzt.

## Ehrungen
- Bundesverdienstkreuz Erster Klasse (1963)

## Weitere Quellen
- Stadtarchiv Mülheim an der Ruhr, Bestand 1550 Nr. 188
- Stadtarchiv Mülheim an der Ruhr, Bestand 1440
- Stadtarchiv Mülheim an der Ruhr, Bestand 2001/3 Nr. 5

| Personendaten    | Personendaten                                            |
| ---------------- | -------------------------------------------------------- |
| NAME             | Floßdorf, Augustin                                       |
| KURZBESCHREIBUNG | deutscher katholischer Pfarrer und Gegner des NS-Regimes |
| GEBURTSDATUM     | 1. November 1901                                         |
| GEBURTSORT       | Köln                                                     |
| STERBEDATUM      | 11. August 1967                                          |
| STERBEORT        | Mülheim an der Ruhr                                      |